# Hugo Balduíno de Sousa
Hugo Balduíno de Sousa (né le 5 mars 1987 à Uberlândia) est un athlète brésilien, spécialiste du 200 et du 400 m.
Son record sur 400 m est de 45 s 31, à São Paulo, le 11 mai 2013. Il mesure 1,88 m pour 72 kg. Il est finaliste du relais 4 x 400 m, comme dernier relayeur, lors des Championnats du monde à Moscou.